# Анна Магдалена фон Пфалц-Цвайбрюкен-Биркенфелд
Анна Магдалена фон Пфалц-Цвайбрюкен-Биркенфелд (на немски: Anna Magdalena von Birkenfeld-Bischweiler) от страничната линия на Вителсбахите в Пфалц, е пфалцграфиня от Пфалц-Цвайбрюкен-Биркенфелд (1640 – 1693) и чрез женитба графиня на Ханау-Лихтенберг.

## Биография
Родена е на 14 февруари 1640 година в Страсбург. Тя е най-малката дъщеря на пфалцграф Христиан I фон Пфалц-Биркенфелд-Бишвайлер (1598 – 1654) и първата му съпруга Магдалена Катарина фон Пфалц-Цвайбрюкен (1607 – 1648), дъщеря на пфалцграф и херцог Йохан II от Пфалц-Цвайбрюкен.
Анна Магдалена се омъжва на 18 октомври 1659 г. за граф Йохан Райнхард II фон Ханау-Лихтенберг (1628 – 1666), най-малкият син от графската фамилия. След смъртта на нейния съпруг тя поема опекунството над децата си заедно с брат си Христиан II фон Пфалц-Цвайбрюкен-Биркенфелд (1654 – 1717).
Анна Магдалена умира на 12 декември 1693 година в Бабенхаузен на 53-годишна възраст. Погребана е през 1694 г. във фамилната гробница на лутеранската църква в Ханау.

## Деца
Анна Магдалена и Йохан Райнхард II имат пет деца:
- Йохана Магдалена фон Ханау (1660 – 1715), омъжена на 5 декември 1685 за граф Йохан Карл Август (Лайнинген-Дахсбург) (1662 – 1698)
- Луиза София фон Ханау (1662 – 1751), омъжена на 27 септември 1697 за граф Фридрих Лудвиг фон Насау-Саарбрюкен-Отвайлер (1651 – 1728)
- Франциска Албертина (1663 – 1736), неомъжена
- Филип Райнхард (1664 – 1712), управлява от 1680 г. в Графство Ханау-Мюнценберг
- Йохан Райнхард II (1628 – 1666), управлява от 1680 г. в Графство Ханау-Лихтенберг и от 1712 г. и в Графство Ханау-Мюнценберг